# Calopteryx syriaca
Calopteryx syriaca is een libellensoort uit de familie van de beekjuffers (Calopterygidae), onderorde juffers (Zygoptera).
De soort staat op de Rode Lijst van de IUCN als bedreigd, beoordelingsjaar 2010, de trend van de populatie is volgens de IUCN dalend. De soort komt voor in Israël, Jordanië, Libanon, de Palestijnse Gebieden en Syrië.
De wetenschappelijke naam van de soort is voor het eerst geldig gepubliceerd in 1842 door Rambur.